# (32942) 1995 UD7
(32942) 1995 UD7 là một tiểu hành tinh vành đai chính. Nó được phát hiện bởi Seiji Ueda và Hiroshi Kaneda ở Kushiro, Hokkaidō, Nhật Bản, ngày 27 tháng 10 năm 1995.